# Championnats d'Asie de natation
Les Championnats d'Asie de natation sont une compétition de natation, organisée depuis 1973 sous l'égide de l'Asia Swimming Federation.

## Éditions

### Seniors
| Année | N° | Ville     | Pays                | Events |
| ----- | -- | --------- | ------------------- | ------ |
| 1980  | 1  | Dhaka     | Bangladesh          |        |
| 1984  | 2  | Séoul     | Corée du Sud        |        |
| 1988  | 3  | Guangzhou | Chine               |        |
| 1992  | 4  | Hiroshima | Japon               |        |
| 1996  | 5  | Bangkok   | Thaïlande           |        |
| 2000  | 6  | Busan     | Corée du Sud        |        |
| 2006  | 7  | Singapour | Singapour           | 40     |
| 2009  | 8  | Foshan    | Chine               | 38     |
| 2012  | 9  | Dubai     | Émirats arabes unis | 38     |
| 2016  | 10 | Tokyo     | Japon               | 38     |
| 2021  | 11 | Capas     | Philippines         |        |

### Age Group
| Année | N° | Ville     | Pays        | Events |
| ----- | -- | --------- | ----------- | ------ |
| 2001  | 1  | Hong Kong | Hong Kong   |        |
| 2002  | 2  | Zhuhai    | Chine       |        |
| 2003  | 3  | Macao     | Macao       |        |
| 2005  | 4  | Bangkok   | Thaïlande   |        |
| 2007  | 5  | Jakarta   | Indonésie   |        |
| 2009  | 6  | Narashino | Japon       |        |
| 2011  | 7  | Palembang | Indonésie   |        |
| 2015  | 8  | Bangkok   | Thaïlande   |        |
| 2017  | 9  | Tashkent  | Ouzbékistan |        |
| 2019  | 10 | Bangalore | Inde        |        |

### Masters
| Année | N° | Ville  | Pays  | Events |
| ----- | -- | ------ | ----- | ------ |
| 2018  | 1  | Nagoya | Japon |        |

## Link
- https://asiaswimmingfederation.com/results/